# 隆额叶蝉属
隆额叶蝉属（学名：Convexfronta）为叶蝉科的一个属。

## 下属物种
本属包括以下物种：
- 郭氏隆额叶蝉 Convexfronta guoi Li, 1997